# Crematori

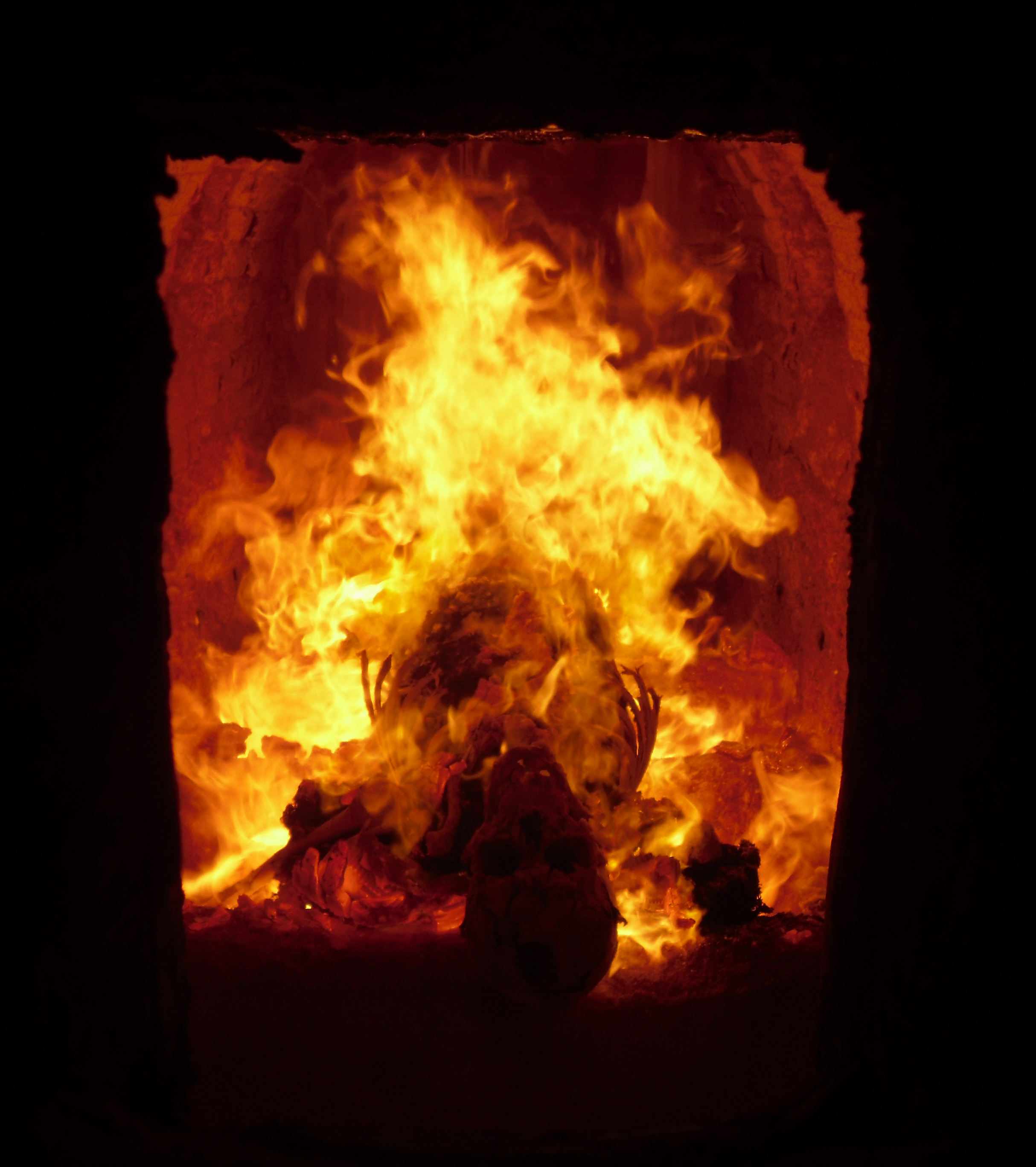
Cremació d'un cadàver a Alemanya

Un crematori és un lloc per a la cremació dels morts. Els crematoris moderns contenen almenys un forn construït específicament tot i que en alguns països, un crematori també pot ser un lloc per a la cremació a l'aire lliure. En d'altres països, els crematoris es poden trobar en cementiris, tanatoris, hospitals veterinaris o instal·lacions independents, i alguns contenen edificis per a cerimònies funeràries, com ara una capella. Alguns crematoris també incorporen un columbaris, un lloc per a enterrar les cendres de la cremació.